# Lepidiota quinquelineata
Lepidiota quinquelineata är en skalbaggsart som beskrevs av Macleay 1884. Lepidiota quinquelineata ingår i släktet Lepidiota och familjen Melolonthidae. Inga underarter finns listade i Catalogue of Life.